# عقيدة وولفويتز
مبدأ وولفويتز أو عقيدة وولفيتز (الإنجليزية: Wolfowitz Doctrine) هو اسم غير رسمي أُطلق على النسخة الأولية من إرشادات التخطيط الدفاعي للسنوات 1994-1999 (صدرت بتاريخ 18 فبراير 1992) التي نشرها وكيل وزارة الدفاع الأمريكية للسياسات بول وولفويتز ونائبه سكوت ليبي. لم يكن من المقصود نشرها للعامة، بل تم تسريبها إلى صحيفة نيويورك تايمز في 7 مارس 1992،  وأثارت الوثيقة جدل عام حول السياسة الخارجية والدفاعية للولايات المتحدة. وتعرضت الوثيقة لانتقادات واسعة النطاق باعتبارها إمبريالية، حيث حددت الوثيقة سياسة الأحادية والعمل العسكري الاستباقي لقمع التهديدات المحتملة من الدول الأخرى ومنع الديكتاتوريات من الصعود إلى وضع القوة العظمى.
وكان الحديث عنها كبير إلى درجة أن الوثيقة أعيدت كتابتها لاحقا بسرعة تحت الإشراف الدقيق لوزير الدفاع "وقتها" ديك تشيني ورئيس هيئة الأركان المشتركة كولن باول قبل إصدارها بشكل رسمي في 16 إبريل 1992. وقد عادت العديد من مبادئها إلى الظهور في عقيدة بوش،  الذي وصفه السيناتور إدوارد كينيدي بأنه "دعوة إلى الإمبريالية الأمريكية في القرن الحادي والعشرين والتي لا تستطيع أي دولة أخرى أن تقبلها أو ينبغي لها أن تقبلها". 
وكان وولفويتز مسؤول في نهاية المطاف عن توجيهات التخطيط الدفاعي، حيث تم إصدارها من خلال مكتبه وكانت تعكس وجهة نظره الشاملة. وقد وقعت مهمة إعداد الوثيقة على عاتق ليبي، الذي فوض عملية كتابة الاستراتيجية الجديدة إلى زلماي خليل زاد، أحد أعضاء طاقم ليبي والمساعد القديم لوولفويتز. في المرحلة الأولية من صياغة الوثيقة، طلب خليل زاد آراء قطاع عريض من العاملين داخل البنتاغون وخارجها، بما في ذلك أندرو مارشال، وريتشارد بيرل، ومرشد وولفويتز في جامعة شيكاغو، الخبير الاستراتيجي النووي ألبرت وولستيتر. وبعد الانتهاء من صياغة مسودة الخطة في مارس 1992، طلب زلماي خليل زاد الإذن من ليبي بتوزيعها على مسؤولين آخرين داخل البنتاغون. وافق ليبي، وفي غضون ثلاثة أيام تم نشر مسودة خليل زاد لصحيفة نيويورك تايمز من قبل "مسؤول يعتقد أن مناقشة استراتيجية ما بعد الحرب الباردة يجب أن تتم في نطاق الرأي العام".

## بنود الوثيقة[4]

### حالة القوة العظمى
تعلن العقيدة عن وضع الولايات المتحدة باعتبارها القوة العظمى الوحيدة المتبقية في العالم بعد انهيار الاتحاد السوفييتي في نهاية الحرب الباردة وتعلن أن هدفها الرئيسي هو الحفاظ على هذا الوضع.
هدفنا الأول هو منع عودة ظهور منافس جديد، سواءً على أراضي الاتحاد السوفيتي السابق أو في أي مكان آخر، يُشكل تهديدًا يُضاهي التهديد الذي كان يُمثله الاتحاد السوفيتي سابقًا. وهذا اعتبارٌ رئيسيٌّ تُشكّله استراتيجية الدفاع الإقليمي الجديدة، ويتطلب منا السعي لمنع أي قوة معادية من الهيمنة على منطقةٍ ستكون مواردها، في ظلّ سيطرةٍ مُوحّدة، كافيةً لتوليد قوةٍ عالمية.

وقد تمت إعادة كتابة هذا بشكل كبير في إصدار 16 أبريل.
هدفنا الأساسي هو ردع أو دحر أي هجوم من أي مصدر كان... الهدف الثاني هو تعزيز وتوسيع نطاق نظام الترتيبات الدفاعية الذي يربط الدول الديمقراطية والمتقاربة فكريًا في دفاع مشترك ضد العدوان، وبناء عادات التعاون، وتجنب إعادة تأميم السياسات الأمنية، وتوفير الأمن بتكاليف ومخاطر أقل للجميع. إن تفضيلنا للاستجابة الجماعية لدرء التهديدات، أو التعامل معها عند الضرورة، سمة أساسية من سمات استراتيجيتنا الدفاعية الإقليمية. الهدف الثالث هو منع أي قوة معادية من الهيمنة على منطقة حيوية لمصالحنا، وبالتالي تعزيز الحواجز ضد عودة ظهور تهديد عالمي لمصالح الولايات المتحدة وحلفائنا.

### التفوق والاسبقية الأمريكية
وترسيخ هذه العقيدة لدور القيادة للولايات المتحدة ضمن النظام العالمي الجديد.
يجب على الولايات المتحدة أن تُظهر القيادة اللازمة لإرساء نظام جديد وحمايته، يُبشّر بإقناع المنافسين المحتملين بأنهم ليسوا بحاجة إلى الطموح إلى دور أكبر أو اتخاذ موقف أكثر عدوانية لحماية مصالحهم المشروعة. في المجالات غير الدفاعية، يجب أن نراعي مصالح الدول الصناعية المتقدمة بما يكفي لثنيها عن تحدي قيادتنا أو السعي إلى قلب النظام السياسي والاقتصادي القائم. يجب أن نحافظ على آلية ردع المنافسين المحتملين عن مجرد الطموح إلى دور إقليمي أو عالمي أكبر.

وقد تمت إعادة كتابة هذا بشكل كبير في إصدار 16 أبريل.
من أهمّ المهام التي نواجهها اليوم في رسم ملامح المستقبل هي نقل التحالفات العريقة إلى عصر جديد، وتحويل العداوات القديمة إلى علاقات تعاونية جديدة. إذا واصلنا نحن والديمقراطيات الرائدة الأخرى بناء مجتمع أمني ديمقراطي، فمن المرجح أن ينشأ عالم أكثر أمانًا. أما إذا تصرّفنا بشكل منفصل، فقد تنجم عنه مشاكل أخرى كثيرة.

### الأحادية
إن هذه العقيدة تقلل من أهمية التحالفات الدولية.
كما هو الحال مع التحالف الذي عارض العدوان العراقي، ينبغي أن نتوقع أن تكون التحالفات المستقبلية عبارة عن جمعيات مؤقتة، لا تدوم غالبًا بعد انتهاء الأزمة التي تواجهها، وفي كثير من الحالات لا تحمل سوى اتفاق عام على الأهداف المنشودة. ومع ذلك، فإن الشعور بأن النظام العالمي يحظى في نهاية المطاف بدعم الولايات المتحدة سيكون عامل استقرار مهم.

تمت إعادة كتابة هذا مع تغيير التركيز في إصدار 16 أبريل.
من المرجح أن تُفضي بعض الظروف، كالأزمة التي أدت إلى حرب الخليج، إلى تحالفات مؤقتة. علينا التخطيط لتعظيم قيمة هذه التحالفات. قد يشمل ذلك أدوارًا متخصصة لقواتنا، بالإضافة إلى تطوير ممارسات تعاونية مع الآخرين.

### التدخل الوقائي
وقد نصت العقيدة على حق الولايات المتحدة في التدخل عندما وأينما رأت ذلك ضروريا.
في حين أن الولايات المتحدة لا تستطيع أن تصبح شرطي العالم، فإننا من خلال تحمل المسؤولية عن تصحيح كل خطأ، سوف نحتفظ بالمسؤولية البارزة عن معالجة تلك الأخطاء بشكل انتقائي والتي تهدد ليس فقط مصالحنا، بل ومصالح حلفائنا أو أصدقائنا، أو التي قد تزعزع العلاقات الدولية بشكل خطير.

وقد تم تخفيف ذلك قليلاً في الإصدار الذي صدر في 16 أبريل.
بينما لا تستطيع الولايات المتحدة أن تصبح شرطي العالم وتتحمل مسؤولية حل جميع مشاكل الأمن الدولي، لا يمكننا أيضًا أن نسمح لمصالحنا الحيوية بأن تعتمد كليًا على آليات دولية قد تُعرقلها دولٌ قد تختلف مصالحها اختلافًا كبيرًا عن مصالحنا. عندما تتأثر مصالح حلفائنا بشكل مباشر، يجب أن نتوقع منهم تحمل نصيبٍ مناسب من المسؤولية، وفي بعض الحالات القيام بدورٍ قيادي؛ لكننا نحافظ على قدرتنا على معالجة تلك المشاكل الأمنية التي تُهدد مصالحنا بشكل انتقائي.

### التهديد الروسي
سلطت الوثيقة الضوء على التهديد المحتمل الذي تشكله روسيا المتجددة.
ونحن نواصل الاعتراف بأن القوات التقليدية للدول التي كانت تشكل الاتحاد السوفييتي سابقاً تحتفظ مجتمعة بأكبر قدر من الإمكانات العسكرية في كل أوراسيا؛ ونحن لا نستبعد المخاطر التي تهدد الاستقرار في أوروبا من ردة الفعل القومية في روسيا أو الجهود الرامية إلى إعادة دمج جمهوريات أوكرانيا وبيلاروسيا المستقلة حديثاً، وربما جمهوريات أخرى، في روسيا ... ومع ذلك، يتعين علينا أن نضع في اعتبارنا أن التغيير الديمقراطي في روسيا ليس أمراً لا رجعة فيه، وأنه على الرغم من محنتها الحالية، فإن روسيا ستظل القوة العسكرية الأقوى في أوراسيا والقوة الوحيدة في العالم القادرة على تدمير الولايات المتحدة.

وقد تم حذف هذا من إصدار 16 أبريل لصالح نهج أكثر دبلوماسية.
إن للولايات المتحدة مصلحة كبيرة في تعزيز ترسيخ الديمقراطية والعلاقات السلمية بين روسيا وأوكرانيا والجمهوريات الأخرى في الاتحاد السوفييتي السابق.

### الشرق الأوسط وجنوب غرب آسيا
وقد أوضحت العقيدة الأهداف العامة في الشرق الأوسط وجنوب غرب آسيا.
في الشرق الأوسط وجنوب غرب آسيا، يتمثل هدفنا العام في البقاء القوة الخارجية المهيمنة في المنطقة، والحفاظ على وصول الولايات المتحدة والغرب إلى نفطها. كما نسعى إلى ردع أي عدوان إضافي في المنطقة، وتعزيز الاستقرار الإقليمي، وحماية المواطنين الأمريكيين وممتلكاتهم، وضمان وصولنا إلى الممرات الجوية والبحرية الدولية. وكما تجلى في غزو العراق للكويت، يبقى من الأهمية بمكان منع أي هيمنة أو تحالف للقوى من الهيمنة على المنطقة. وينطبق هذا بشكل خاص على شبه الجزيرة العربية. لذلك، يجب أن نواصل القيام بدورنا من خلال تعزيز الردع وتحسين التعاون الأمني.

وكان البيان الذي صدر في 16 أبريل/نيسان أكثر تحفظا، وأكد مجددا التزامات الولايات المتحدة تجاه إسرائيل وحلفائها العرب.
في الشرق الأوسط والخليج العربي، نسعى إلى تعزيز الاستقرار الإقليمي، وردع أي عدوان على أصدقائنا ومصالحنا في المنطقة، وحماية المواطنين الأمريكيين وممتلكاتهم، وضمان وصولنا إلى الممرات الجوية والبحرية الدولية ونفط المنطقة. تلتزم الولايات المتحدة بأمن إسرائيل والحفاظ على تفوقها النوعي الذي يُعدّ بالغ الأهمية لأمنها. إن ثقة إسرائيل بأمنها والتعاون الاستراتيجي الأمريكي الإسرائيلي يُسهمان في استقرار المنطقة بأسرها، كما تجلى مرة أخرى خلال حرب الخليج. وفي الوقت نفسه، فإن مساعدتنا لأصدقائنا العرب للدفاع عن أنفسهم ضد أي عدوان تُعزز الأمن في جميع أنحاء المنطقة، بما في ذلك أمن إسرائيل.

## روابط خارجية
- إرشادات السياسة الدفاعية 1992-1994
- صناعة استراتيجية تشيني للدفاع الإقليمي، 1991-1992 في National Security Archive
- Patrick Tyler. U.S. Strategy Plan Calls for Insuring No Rivals Develop: A One-Superpower World, New York Times, March 8, 1992.
- David Armstrong. Drafting a plan for global dominance, مجلة هاربر, October 2002.
- Interview with Barton Gellman on 1992 Defense Policy Guidance - PBS
- David Yost. Dissuasion and Allies, Strategic Insights, February 2005.